# Списак кошаркаша Њу Џерзи нетса
Овај чланак садржи списак кошаркаша који су наступали за Њу Џерзи нетсе. Списак је тренутно ограничен само на играче који имају чланке на википрдији на српском језику.

## А
| Играч          | Боравак   |
| -------------- | --------- |
| Рајан Андерсон | 2008—2009 |

## Б
| Играч      | Боравак   |
| ---------- | --------- |
| Шон Бредли | 1995—1997 |

## В
| Играч           | Боравак   |
| --------------- | --------- |
| Дерон Вилијамс  | 2011—2012 |
| Маркус Вилијамс | 2006—2008 |
| Џералд Волас    | 2012      |
| Саша Вујачић    | 2010—2011 |

## Г
| Играч       | Боравак |
| ----------- | ------- |
| Ден Гаџурич | 2011    |

## И
| Играч          | Боравак   |
| -------------- | --------- |
| Миле Илић      | 2006—2007 |
| Џулијус Ирвинг | 1973—1976 |

## К
| Играч        | Боравак   |
| ------------ | --------- |
| Винс Картер  | 2004—2009 |
| Џејсон Кид   | 2001—2008 |
| Ненад Крстић | 2004—2008 |

## Л
| Играч      | Боравак   |
| ---------- | --------- |
| Брук Лопез | 2008—2012 |

## М
| Играч           | Боравак   |
| --------------- | --------- |
| Боб Макаду      | 1981      |
| Стефон Марбери  | 1999—2001 |
| Ентони Мејсон   | 1989—1990 |
| Алонзо Морнинг  | 2003—2004 |
| Ентони Мороу    | 2010—2012 |
| Дикембе Мутомбо | 2002—2003 |

## Н
| Играч          | Боравак   |
| -------------- | --------- |
| Боштјан Нахбар | 2006—2008 |

## О
| Играч       | Боравак   |
| ----------- | --------- |
| Мехмет Окур | 2011—2012 |

## П
| Играч           | Боравак   |
| --------------- | --------- |
| Дражен Петровић | 1991—1993 |
| Зоран Планинић  | 2003—2006 |

## Т
| Играч      | Боравак         |
| ---------- | --------------- |
| Били Томас | 2005, 2007—2008 |

## Ф
| Играч         | Боравак   |
| ------------- | --------- |
| Џордан Фармар | 2010—2012 |

## Џ
| Играч      | Боравак   |
| ---------- | --------- |
| Фил Џексон | 1978—1980 |